# Лайм-Риджис
Лайм-Ри́джис (англ. Lyme Regis) — маленький город на западе графства Дорсет, входит в состав административного района Уэст-Дорсет.
Город расположен в 40 км от Эксетера и известен своей гаванью. Также в городе сохранилась водяная мельница XIV века.
Из естественных памятников представляют интерес скалы близ Лайм-Риджиса.
Население 4406 человек (2001).

## История
Первое упоминание о Лайме можно найти в «Книге страшного суда», составленной в 1086 году. В XIII веке он превратился в один из главных британских портов. В 1284 году король Эдуард I пожаловал Лайм королевской грамотой, добавив вторую часть «Regis» к названию города. Права, дарованные грамотой, были подтверждены Елизаветой I в 1591 году.
В 1644 году во время Английской гражданской войны сторонники парламента выдержали здесь восьминедельную осаду роялистов под командованием принца Мориса. Именно в Лайм-Риджисе высадился в 1685 году герцог Монмут, начав таким образом восстание.
В XIX веке в Лайм-Риджисе жила Мэри Эннинг, известная собирательница окаменелостей.
В 1965 году из-за реорганизации British Rail здесь был закрыт вокзал. Железнодорожный маршрут в Лайм-Риджисе был примечателен тем, что его обслуживали старинные локомотивы Викторианской эпохи, один из которых до сих пор используется на Bluebell Railway в Сассексе.

## В искусстве
Лайм-Риджис — главное место действия нескольких романов, таких как «Женщина французского лейтенанта» Джона Фаулза и «Прелестные создания» Трейси Шевалье. Также в Лайм-Риджисе разворачивается действие одной из частей романа Джейн Остин «Доводы рассудка» и фильма «Аммонит» (2020).